# Ньюскул (горные лыжи)
Ньюскул ски́инг (англ. new school skiing) — стиль катания на горных лыжах, включающий в себя бигэйр (англ. big-air), слоупстайл (англ. slope-style), хафпайп (англ. half-pipe), катание по различным рейлам (англ. rails), боксам, перилам, волрайдам (стенам) (англ. wallride), как в специально оборудованных парках, так и в «естественных» условиях (в городе, с перил лестниц — англ. hand-rail и т. п.) — одно из самых молодых и зрелищных направлений во фристайле. Для такого вида спорта используются специальные лыжи «твинтип» (англ. twin tip). Специфика этих лыж в том, что у них загнутые пятки, это помогает приземлять вращения спиной вперед 180, 540, 900 градусов и т. д.
New school — новая школа лыжного фристайла. Когда-то давно было три дисциплины: балет, акробатика и могул. Истоки ньюскула — именно в могуле. Спортсмены-профессионалы уровня Олимпийских сборных, уставшие от строгости правил и отсутствия свежих веяний в спорте, начинают прыгать по-новому. Такие люди как Кандид Товекс, Джони Мозли, Танер Холл, Сет Моррисон, создали новую тенденцию.

## Известные лыжники
Это список райдеров, наиболее известных за последние несколько лет:
- Tanner Hall[англ.]
- Сара Бёрк
- Jon Olsson[англ.]
- Candide Thovex[англ.]
- Simon Dumont[англ.]
- Шейн Макконки
- Sammy Carlson[англ.]
- Charles Gagnier[англ.]
- C. R. Johnson[англ.]